# Every Breaking Wave
«Every Breaking Wave» es el segundo tema del decimotercer álbum de estudio de la banda de rock irlandesa U2, Songs of Innocence, y fue publicado como segundo sencillo promocional de dicho álbum.

## Composición y grabación
"Every Breaking Wave" era un tema que originariamente iba a formar parte del álbum de la banda publicado en 2009, No Line on the Horizon. De hecho, la canción fue interpretada en alguna ocasión en el U2 360° Tour que siguió a la publicación de dicho álbum, en una versión bastante distinta a la incluida posteriormente en el álbum de estudio de 2014. En su debut en directo, la instrumentación fundamental corre a cargo del sonido de piano procedente de un teclado. Junto con el tema "North Star" era uno de los temas más recurrentes en el U2 360° Tour que no estaban incluidos en ningún álbum. 
Ambos se barajaban como posibles canciones del futuro disco, que en un principio iba a recibir el título Songs of Ascent. 
Finalmente, "Every Breaking Wave" entró a formar parte de Song of Innocence, pero no hubo una grabación de estudio para "North Star", salvo una breve versión que formó parte de la banda sonora de la película Transformers.
"Every Breaking Wave", por su parte, sufrió numerosos cambios en su composición desde el tema original hasta el que vería luz finalmente en Songs of Innocence, después de pasar por manos de varios productores. En 2013 se solicitó la colaboración de Ryan Tedder como coproductor, y se introdujo un nuevo estribillo y un puente.
Bono describió la canción  como un canto acerca de la dificultad de darse uno mismo por completo a otra persona. 
La versión previa de la canción incluÍa  las líneas "After every peak, the trough / I can feel the energy drop / Will we ever know when to stop / With this chasing every breaking wave"
Una versión acústica de esta canción grabada en Malibu (California) fue incluida en la edición deluxe del álbum. En esta versión, The Edge interpreta  al piano e incluye acompañamiento orquestal compuesto por David Richard Campbell.

## En directo
La canción hizo su debut en directo en 3 conciertos del U2 360° Tour de 2009-11. Esto supuso un adelanto en su presentación, ya que su publicación fue en 2014, en el álbum Songs of Innocence. En la gira que promocionaba a este álbum, el Innocence + Experience Tour de 2015, la canción fue tocada en todos los conciertos de la gira. El grupo la volvió a recuperar para la gira Joshua Tree Tour 2019.